# 〜ともだちラジオ〜本音でゴメン!!
『〜ともだちラジオ〜本音でゴメン!!』（ともだちラジオ ほんねでゴメン）は、2018年10月1日から2021年3月29日までCBCラジオで放送されていたバラエティ番組。オークローンマーケティングの一社提供。

## 概要
パーソナリティは、東海地方で活動するミュージシャンで「はーさん」の愛称で知られる河原龍夫と、同じく東海地方で活動するラジオパーソナリティの宮地佑紀生。
河原が10年間パーソナリティを務めた『河原龍夫のヒット! ヒット! パラダイス』は終了したが、放送時間枠と提供スポンサーをそのまま引き継ぎ、河原の「ともだち」である宮地をパーソナリティに加える形で、本番組をスタートした。宮地がCBCラジオで、レギュラーを務めるのはこれが初となった。
宮地は東海ラジオのパーソナリティの一人であったが、2016年6月にパーソナリティを務めていた東海ラジオの番組の生放送中、共演していた神野三枝に暴行し逮捕され、番組も打ち切りとなった（詳しくは『宮地佑紀生の聞いてみや〜ち』の項を参照）。以降、謹慎生活を送ったが、同い年のつボイノリオの誘いを受け、東海ラジオと競争関係にあるCBCラジオで芸能活動を復帰させることになる。2017年12月に行われた『つボイノリオの聞けば聞くほど』の25周年記念イベントにゲスト出演し、芸能活動に復帰した。
一方、河原はCBCラジオのパーソナリティとして活動しているが、東海ラジオで、2017年10月 - 2019年3月まで、レギュラーの帯ワイド番組（『はーさん!  ねねの! すんどめ!』）のパーソナリティを務めていた。河原が東海ラジオで担当していた時間帯はかつて、宮地の『聞いてみや〜ち』が放送されていた時間帯と同じである。なお、アシスタントを務めた小倉の夫は源石和輝（東海ラジオ アナウンサー）である。

## 放送時間
- 毎週月曜 18:00 - 20:00

## 出演者

### パーソナリティ
- 河原龍夫（ミュージシャン、ラジオ パーソナリティ）
- 宮地佑紀生（ラジオ パーソナリティ）

### アシスタント
- 小倉理恵（フリーアナウンサー）